# Sakda Manchart
Sakda Manchart (thailändisch ศักดา มั่นชาติ; * 21. Februar 1997 in Sisaket) ist ein thailändischer Fußballspieler.

## Karriere
Sakda Manchart stand bis Ende 2019 beim Ubon Ratchathani FC unter Vertrag. Wo er vorher gespielt hat, ist unbekannt. Der Verein aus Ubon Ratchathani spielte in der dritten Liga, der Thai League 3, in der Upper Region. Für Ubon bestritt er 22 Drittligaspiele und schoss dabei ein Tor. Anfang 2020 wechselte er zum Sisaket FC. Mit dem Verein aus Sisaket spielte er in der zweiten Liga, der Thai League 2. Sein Zweitligadebüt gab er am 16. September 2020 im Spiel gegen den Samut Sakhon FC. Hier wurde er in der 40. Minute für Sattawat Inchareon eingewechselt. Am Ende musste er mit Sisaket den Weg in die Drittklassigkeit antreten. Für Sisaket absolvierte er 20 Zweitligaspiele. Nach dem Abstieg verließ er Sisaket und wechselte im Sommer 2021 zum Erstligaabsteiger Trat FC. Für den Zweitligisten aus Trat bestritt er 17 Ligaspiele. Nach einer Saison wurde sein Vertrag im Sommer 2022 nicht verlängert. Die Saison 2023 spielte er beim Sisaket City FC. Mit dem Verein aus Sisaket spielte er der North/Eastern Region in der vierten Liga, der Thailand Semi-Pro League. Hier bestritt er sieben Ligaspiele. Im folgenden Jahr lief er für den Viertligisten Roi Et PB United FC in der North/Eastern Region auf. Am Ende der Saison feierte er die Meisterschaft der Region sowie den Aufstieg in die dritte Liga.

## Erfolge
Roi Et PB United FC
- Thailand Semi-Pro League: 2024  ▲